# Атенс (Џорџија)
Атенс (енгл. Athens) консолидовани је град у америчкој савезној држави Џорџија. По попису становништва из 2010. у њему је живело 115.452 становника.

## Демографија
Према попису становништва из 2010. у граду је живело 115.452 становника, што је 15.186 (15,1%) становника више него 2000. године.
|                   | 2010.            | 2000.            |
| Укупно            | 115 452 (100,0%) | 100 266 (100,0%) |
| Белци             | 65 747 (56,95%)  | 61 950 (61,79%)  |
| Афроамериканци    | 30 733 (26,62%)  | 27 442 (27,37%)  |
| Хиспаноамериканци | 12 129 (10,51%)  | 6 402 (6,385%)   |
| Азијати           | 4 865 (4,214%)   | 3 158 (3,150%)   |
| Остали            | 1 978 (1,713%)   | 1 314 (1,311%)   |

## Партнерски градови
- Јаши
- Атина
- Кортона